# Ваулины
Ваулины — деревня в Оричевском районе Кировской области в составе Спас-Талицкого сельского поселения.

## География
Расположена на расстоянии примерно 9 км по прямой на запад-юго-запад от райцентра поселка Оричи.

## История
Известна с 1802 году как починок Прокопья Косых с 6 дворами. В 1873 году здесь дворов 4 и жителей 33, в 1905 (Прокопия Косых или Ваулины) 8 и 48, в 1926 (деревня Ваулины или Прокопия Косых) 11 и 83, в 1950 14 и 60, в 1989 оставалось 11 постоянных жителей. Настоящее название утвердилось с 1939 года.  Ныне имеет дачный характер.

## Население
Постоянное население составляло 7 человек (русские 100%) в 2002 году, 1 в 2010.